# 蒲岐镇
蒲岐镇是中华人民共和国浙江省温州市乐清市下辖的一个镇。
2015年12月7日，浙江省人民政府批复同意调整虹桥镇管辖范围，增设蒲岐镇，镇政府驻蒲岐镇东门街45号。

## 行政区划
蒲岐镇下辖以下村级行政区划单位：
蒲岐社区、寨桥村、华二村、华一村、华岙村、下侯宅村、上侯宅村、东外村、东门街村、北门街村、西门街村、南门街村、仓下村、下堡村、娄川村、娄浦村和渔业捕捞队村。